# 奇妙な出来事
『奇妙な出来事』（きみょうなできごと）は、フジテレビ・共同テレビ制作のフジテレビの深夜帯であるJOCX-TV2で放送された深夜ドラマ。フジテレビのみでの放送（関東地区）を目的に制作されたが、番組販売の形式で放送した地方局もあった。

## 概要
1989年10月、深夜ドラマとして日常に潜む恐怖をテーマに製作された。ストーリーテラーに斉木しげるを迎え、毎回1話完結で放送した。すぐさま若者の間で人気となり、一躍、フジテレビ深夜番組黄金期を代表する番組となった。
関東ローカルの深夜番組という事もあって予算も少なく、ドラマを撮ったことの無い若いスタッフを採用し、その中には星護や落合正幸、飯田譲治などが含まれていた。脚本に関しても、大学のミステリー研究会や全くの素人のアイデアを使用することもあったとされる。
タイトルバックの振り返る男のシルエットは大高洋夫が演じていた事を大高自らが振り返っている。
その後、木曜8時より放送を予定していたドラマが放映中止となり代案が必要になったため、この作品をゴールデンタイムに放映する事が決定。ストーリーテラーをタモリに変更し、毎回3話のオムニバス形式を採用するなどして放送されたのが『世にも奇妙な物語』である。
1990年3月に放送が終了した後ビデオが発売されたが、ビデオには全20話のうち15話しか収録されていない。
「閉ざされた空間」「笑いの天才」「午前3時のノック」「危険な賭」は、後に『世にも奇妙な物語』でリメイクされている。ただし、「危険な賭」は、放送予定だった『世にも奇妙な物語 雨の特別編』が2022年現在、未放送のままになっている。

## ストーリーテラー
- 斉木しげる

## サブタイトル・各回出演者
1. 一億の夢（1989年10月9日）
脚本：土屋斗紀雄、演出：落合正幸
出演：須間一也、村上冬樹、下坂泰雄、長谷川歩
2. 出会い（1989年10月16日）
脚本：野依美幸、演出：江川隆二
出演：加藤善博、長田江身子、池田成志
3. 電話のある風景（「オーム返し」「長電話」「キャッチホン」の3話オムニバス）（1989年10月23日）
脚本：戸田山雅司、演出：星護、原作：高井信「不条理・無意味・非常識」
「オーム返し」出演：内山清次、亀山助清、千葉繁
「長電話」出演：勝村政信、大高洋夫、井上泰夫、京晋佑
「キャッチホン」出演：皆川衆
4. 一心同体（1989年10月30日）
脚本：神戸一彦、演出：星田良子
出演：村井国夫、八神康子、奥平淳平
5. 閉ざされた空間（1989年11月6日）
脚本：浜田金広、演出：木下高男
出演：速水典子、山西道広、二瓶鮫一、中沢敦子
6. DODAデューダどうだ!?（1989年11月13日）
脚本：土屋斗紀雄、演出：鈴木雅之
出演：中西良太、橘ゆかり、本広克行、仙波和之
7. 不幸のコンタクト（1989年11月20日）
脚本：深見悠、演出：福本義人、原作：高井信「不幸のコンタクト」
出演：羽賀研二、水島裕子、喜多道枝
8. 危険な賭（1989年11月27日）
脚本：浜田金広、演出：星護
出演：大高洋夫、名和宏、前田由佳
9. リップスティック奇譚（1989年12月11日）
脚本：野依美幸、演出：江川隆二
出演：阿知波悟美、ふとがね金太、久保晶、筧利夫
10. 待合室（1990年1月8日）
脚本：君塚良一、演出：落合正幸
出演：水沢螢、大林丈史、粟津號、花原照子
11. 恐怖のデイ・ドリーム（1990年1月15日）
脚本：監督：飯田譲治、原作：睦月三日生「恐怖のデイ・ドリーム」
出演：桜井萌那、鍵本景子、石沢晶
12. 恐怖のデイ・ドリームII ～もう一度～
脚本：監督：飯田譲治、原作：睦月三日生「恐怖のデイ・ドリームII」
出演：ベンガル、宮本佳代
13. BE MY BABY（1990年1月29日）
演出：山川直人
出演：室井滋、北村魚
14. 誰かが見ている（1990年2月5日）
脚本：戸田山雅司、演出：佐藤祐市
出演：生田智子、つちやかおり
15. アップルパイ・ラプソディー（1990年2月12日）
脚本：馬場十之介、演出：福本義人
出演：きたろう、小田薫、勝村政信
16. 誰かが誰かを愛してる（1990年2月19日）
脚本：土屋斗紀雄、演出：星田良子
出演：広田玲央名、竹田高利、加賀谷純一
17. 笑いの天才（1990年2月26日）
脚本：戸田山雅司、演出：星護、原案：嶋田浩司
出演：筧利夫、小須田康人、長野里美、白井晃、大高洋夫、京晋佑
18. 或る演劇青年の悪夢（1990年3月5日）
脚本・演出：岩松了
出演：有薗芳記、上田耕一、竹内銃一郎、徳丸純子
19. 午前3時のノック（1990年3月19日）
脚本：笠原邦暁、演出：河野圭太原作：HAL14富川「午前3時のノック」
出演：伊沢磨紀、榎田路子、野村ちこ
20. 夫婦円満（1990年3月26日）
脚本：植原正人、野依美幸、演出：佐藤祐市、原作：黒井千次「夫婦円満」
出演：山田辰夫、藤尾美紀、坂俊一、仙葉由季

## スタッフ
- 企画：河野雄一、清水賢治、石原隆
- プロデューサー：植原正人、塩沢浩二
- 技術協力：バスク、BULL
- 美術協力：フジアール
- 制作：共同テレビ
- 制作著作：フジテレビ

## VHS
- 奇妙な出来事 SFの巻 （収録作品「DODAデューダどうだ!?」「一億の夢」「笑いの天才」）
- 奇妙な出来事 恐怖の巻（収録作品「閉ざされた空間」「リップスティック奇談」「危険な賭」）
- 奇妙な出来事 サスペンスの巻（収録作品「待合室」「アップルパイ・ラプソディー」「誰かが誰かを愛してる」）
- 奇妙な出来事 摩訶不思議の巻 （収録作品「電話のある風景」「恐怖のデイ・ドリーム」「恐怖のデイ・ドリームII ～もう一度～」）
- 奇妙な出来事 悪夢の巻 （収録作品「不幸のコンタクト」「誰かが見ている」「或る演劇青年の悪夢」）